# Oncophorus strumifer
Oncophorus strumifer là một loài rêu trong họ Dicranaceae. Loài này được Hedw. Brid. mô tả khoa học đầu tiên năm 1826.